# 宇文娥英
宇文娥英（?—615年），代郡武川镇（今内蒙古自治区呼和浩特市武川县）人，周宣帝宇文赟之女，生母北周皇后杨丽华。

## 生平
隋朝开皇年间，其外祖父隋文帝下旨为她选婿，奉皇帝的命令到弘圣宫聚集，等待相女婿的贵公子弟数以百计。其母杨丽华当时已经是隋朝的乐平公主，亲自在帷帐之中，让参加选婿的贵公子弟们做自我介绍，并试他们的技艺。最后李崇的儿子李敏，美丰仪、善骑射，歌舞管弦无所不通解，被乐平公主相中，选为女婿。李敏被准许假一品官的仪仗迎接新娘，婚礼隆重一如公主下嫁。
乐平公主对李敏说：“我以四海与至尊，惟一婿，当为尔求柱国。若余官，汝慎勿谢。”不久，隋文帝要授给李敏仪同之职，李敏不应承。隋文帝进一步授位开府，李敏又不应承致谢。隋文帝说：“公主有大功于我，我何得于其婿而惜官乎！今授汝柱国。”李敏这才舞蹈拜谢。隋文帝于是就在龙座上写诏书授李敏柱国，以本官身份在皇宫值班。李敏日后历官蒲、豳、金、华、敷州刺史，多都不去实际就职，常留京师，往来宫内侍从游宴，所得赏赐超于功臣。李敏的第四女李静训，当为宇文娥英所生，養於宮中，後於608年夭折；她有无其他子女，已不可考。
609年，杨丽华去世，临终又向弟弟隋炀帝托付说，“妾唯一女，不自忧死，但深怜之，汤沐乞回与敏。”隋炀帝答允，把杨丽华的封地传给了女儿女婿。
615年，李家遭到隋炀帝的猜忌，宇文述趁机诬告李敏谋反，说李敏小名洪儿，“洪”字当谶。隋炀帝召来李敏，暗示他应该自尽。李敏大惧，数与金才、善衡等屏人私语，又被宇文述告发。调查无果，遂召宇文娥英威胁利诱说，“夫人，帝甥也，何患无贤夫？李敏、金才，名当妖谶，国家杀之，无可救也。夫人当自求全，若相用语，身当不坐。”令她作证指控了李敏一家谋反。李敏一家都被处死，宇文娥英自己也在两个月后被隋炀帝赐死。

## 传記資料
- 《北史》卷五十九 列传第四十七
- 《资治通鉴》第一百八十二卷